# Nekrolog 1801
Nekrolog
◄◄
| ◄
| 1797
| 1798
| 1799
| 1800
| 1801 | 1802 | 1803 | 1804 | 1805 | ► | ►►
Weitere Ereignisse | Allgemeiner Nekrolog 1801
Die Beschreibung der verstorbenen Person sollte so kurz wie möglich gehalten sein und nur deren signifikante Tätigkeit(en) enthalten.
Neue Namen ggf. auch unter dem Geburts- und Sterbedatum, also etwa unter 1. Januar und im Geburts- und Sterbejahr (2024) eintragen (nur bei entsprechender großer Wichtigkeit). Für Beispiele siehe die schon vorhandenen Artikel.
Außerdem über die fünf zuletzt Verstorbenen, zu denen es einen ausreichend guten Artikel für eine Präsentation auf der Hauptseite gibt, nach der todesbedingten Überarbeitung der Artikel ggf. auch unter Wikipedia Diskussion:Hauptseite informieren und sie am besten auch in den anderen Wikipedia-Sprachversionen eintragen. Tipp: Regelmäßig bei news.google.de nach „ist tot“, „gestorben“ oder „verstorben“ suchen.
Wenn eine Person gestorben ist, gibt es viele Seiten zu dieser Person in der Wikipedia, die davon auch betroffen sind und entsprechend aktualisiert werden müssen. Beispiele: Namenübersichtsseite, Geburtsjahr, Geburtsort-Seiten und viele mehr.
Wie finde ich die betroffenen Seiten?
Im Suchfeld auf der linken Seite gibt man den Suchbegriff so ein: „Vorname Nachname“. Dann klickt man auf Volltext und alle Seiten mit entsprechendem Suchtext werden aufgerufen. Hier sieht man dann schnell, wo auch das Todesjahr Sinn macht oder sogar ein Teil des Artikels angepasst werden muss. Auch hilft das „Werkzeug“ auf der linken Seite sehr gut, um solche Seiten aufzufinden: „Links auf diese Seite“. Somit ist die Wikipedia wieder aktuell in allen Bereichen! Hinweis: bei Eintragung der Kategorie „Gestorben JAHR“ wird der Missbrauchsfilter 49 ausgelöst, was jedoch nicht schlimm ist. Siehe: Spezial:Missbrauchsfilter/49
Dies ist eine Liste von im Jahr 1801 verstorbenen bekannten Persönlichkeiten. Die Einträge erfolgen innerhalb der einzelnen Daten alphabetisch sortiert. Tiere sind im Nekrolog für Tiere zu finden.

## Januar
| Tag        | Name                                           | Beruf, bekannt als                                                                                         | Alter | Beleg |
| ---------- | ---------------------------------------------- | --- | ----- | ----- |
| 1. Januar  | Daniel von Fellenberg                          | Schweizer Politiker und Jurist                                                                             | 64    |       |
| 2. Januar  | Joachim Christoph Bracke                       | deutscher evangelisch-lutherischer Geistlicher und Hauptpastor an der Hauptkirche Sankt Nikolai in Hamburg | 62    |       |
| 2. Januar  | Johann Caspar Lavater                          | Schweizer Pfarrer, Philosoph und Schriftsteller                                                            | 59    |       |
| 4. Januar  | Florian Amand Janowski                         | Bischof von Tarnów                                                                                         | 75    |       |
| 4. Januar  | Luise Charlotte zu Mecklenburg                 | Herzogin zu Mecklenburg, durch Heirat Erbherzogin von Sachsen-Gotha-Altenburg                              | 21    |       |
| 6. Januar  | Carl Albert Nauwerck                           | deutscher evangelisch-lutherischer Geistlicher und Dompropst                                               | 65    |       |
| 8. Januar  | Johann Rautenstrauch                           | österreichischer Satiriker                                                                                 | 54    |       |
| 8. Januar  | Johann Wilhelm von Reden                       | kurfürstlich braunschweig-lüneburgischer Generalfeldmarschall                                              | 83    |       |
| 9. Januar  | Carl Christoph von Hoffmann                    | preußischer Geheimrat und Kanzler der Halleschen Universität                                               | 65    |       |
| 10. Januar | Johann Ernst Dietrich von Osen                 | preußischer Generalmajor                                                                                   | 77    |       |
| 11. Januar | Domenico Cimarosa                              | italienischer Komponist klassischer Musik                                                                  | 51    |       |
| 11. Januar | James Jones                                    | US-amerikanischer Politiker                                                                                |       |       |
| 11. Januar | Kyra Frosini                                   | griechische Prominente                                                                                     |       |       |
| 11. Januar | Charles Eugène Gabriel de La Croix de Castries | französischer Heerführer und Marschall von Frankreich                                                      | 73    |       |
| 13. Januar | Christian Ludwig Gerling                       | deutscher lutherischer Theologe, Hauptpastor in Hamburg                                                    | 55    |       |
| 14. Januar | Anton Estner                                   | deutscher katholischer Geistlicher und Mineraloge                                                          |       |       |
| 14. Januar | George Leonard Staunton                        | britischer Diplomat, Reisender und Arzt                                                                    | 63    |       |
| 15. Januar | Louis Bastoul                                  | französischer General der Infanterie                                                                       | 47    |       |
| 17. Januar | Charles-François Frérot d’Abancourt            | französischer Militär und Ingenieurgeograph                                                                | 44    |       |
| 17. Januar | Johann Rudolf Osiander                         | deutscher evangelischer Theologe                                                                           | 83    |       |
| 20. Januar | Alexander Kölpin                               | deutsch-dänischer (holsteinischer) Feldscher und Chirurg, Professor in Kopenhagen                          | 69    |       |
| 21. Januar | Friedrich Wilhelm von Arnim-Boitzenburg        | preußischer Politiker                                                                                      | 61    |       |
| 24. Januar | Alberich Stingel                               | österreichischer Zisterzienser und Abt                                                                     |       |       |
| 30. Januar | Giuseppe Ceracchi                              | italienischer Bildhauer                                                                                    | 49    |       |
| 30. Januar | Karl Ludwig von Troschke                       | preußischer Generalleutnant, Chef des Infanterie-Regiments Nr. 50                                          | 82    |       |

## Februar
| Tag         | Name                                     | Beruf, bekannt als                                                                            | Alter | Beleg |
| ----------- | ---------------------------------------- | --------------------------------------------------------------------------------------------- | ----- | ----- |
| 2. Februar  | Johann Wilhelm Leopold von Borcke        | preußischer Major, Chef des Grenadierbataillons Nr. 3                                         |       |       |
| 5. Februar  | Joseph McDowell junior                   | US-amerikanischer Politiker                                                                   | 44    |       |
| 6. Februar  | Johann Friedrich Lempe                   | deutscher Mathematiker, Professor für Mathematik und Physik an der Bergakademie Freiberg      | 43    |       |
| 7. Februar  | Daniel Chodowiecki                       | deutscher Kupferstecher, Grafiker und Illustrator                                             | 74    |       |
| 9. Februar  | Friedrich Konrad Hornemann               | Afrikaforscher                                                                                | 28    |       |
| 9. Februar  | Karl Kaspar Kolin                        | Zuger Stabführer, Statthalter, Landvogt und Ammann                                            | 66    |       |
| 9. Februar  | August Joseph Maria von Schaesberg       | Adeliger                                                                                      | 70    |       |
| 9. Februar  | Salomo Konstantin Titius                 | deutscher Mediziner                                                                           | 34    |       |
| 11. Februar | William Hutchinson                       | britischer Seemann, Erfinder und Autor                                                        |       |       |
| 12. Februar | Jean d’Arcet                             | französischer Chemiker                                                                        |       |       |
| 13. Februar | Robert Motherby                          | englischer Händler in Ostpreußen und Freund Immanuel Kants                                    | 64    |       |
| 15. Februar | Józef Szymanowski                        | polnischer Schriftsteller und Politiker                                                       | 52    |       |
| 17. Februar | Philippine Charlotte von Preußen         | Herzogin von Braunschweig-Wolfenbüttel                                                        | 84    |       |
| 18. Februar | Johann Friedrich Grooth                  | deutscher Maler und Tiermaler                                                                 | 83    |       |
| 19. Februar | Georg Werner August Dietrich von Münster | Reichsgraf von Meinhövel, Freiherr von Oer und Schade, regierender Standesherr zu Königsbrück | 49    |       |
| 20. Februar | Melchior Sylvius von Koschenbahr         | preußischer Generalleutnant, Chef des Infanterieregiments „von Koschembahr“                   | 75    |       |
| 23. Februar | Étienne d’Arnal                          | französischer Ingenieur und Erfinder eines Dampfschiffs                                       | 67    |       |
| 23. Februar | Jean-Henri Voulland                      | Politiker während der Französischen Revolution                                                | 49    |       |
| 24. Februar | Franz Martin Pelzel                      | böhmischer Historiker und Slawist                                                             | 66    |       |
| 25. Februar | Ernst Kasimir II.                        | regierender Graf in Büdingen                                                                  | 44    |       |
| 28. Februar | Carl Wilhelm Müller                      | Bürgermeister von Leipzig                                                                     | 72    |       |
| 28. Februar | Joseph Anton Steiner                     | deutscher katholischer Theologe                                                               | 72    |       |
| 28. Februar | Friedrich Wilhelm von Wuthenau           | preußischer Generalmajor, Chef des Husarenregiments Nr. 10                                    | 78    |       |
| Februar     | Gottfried Georgi                         | deutscher Kommunaljurist, Oberbürgermeister von Stargard in Pommern                           | 69    |       |

## März
| Tag      | Name                                  | Beruf, bekannt als | Alter | Beleg |
| -------- | ------------------------------------- | --- | ----- | ----- |
| 6. März  | Carl Ferdinand von Orgies-Rutenberg   | kurländischer Kanzler und Oberrat                                                                                            | 59    |       |
| 7. März  | Georg Heinrich Macheleid              | thüringischer Fabrikant | 77    |       |
| 9. März  | Johann Christian Gottlieb Ackermann   | deutscher Arzt | 45    |       |
| 9. März  | Friedrich Carl Emil von der Lühe      | deutscher Dichterjurist und Botaniker, dänischer Kammerherr und Amtmann sowie kaiserlicher Regierungsrat in Niederösterreich | 50    |       |
| 12. März | Gebhard XXVIII. von Alvensleben       | deutscher Politiker und Gutsbesitzer                                                                                         | 67    |       |
| 13. März | Ulrich Karl von Froreich              | preußischer Generalmajor und Chef des Leibkürassierregiments                                                                 | 61    |       |
| 13. März | Étienne Maynon d’Invault              | französischer Jurist |       |       |
| 14. März | Ignacy Krasicki                       | polnischer Geistlicher und Schriftsteller                                                                                    | 66    |       |
| 14. März | Christian Friedrich Penzel            | deutscher Kantor und Komponist                                                                                               | 63    |       |
| 16. März | Alexandra Pawlowna Romanowa           | Mitglied des Hauses Romanow-Holstein-Gottorp                                                                                 | 17    |       |
| 19. März | Ambrosio O’Higgins                    | spanischer Gouverneur von Chile, Vizekönig von Peru                                                                          |       |       |
| 21. März | Howsep Arghutjan                      | armenisch-russischer Erzbischof und Katholikos der Armenischen Apostolischen Kirche                                          |       |       |
| 21. März | Ernst Ludwig Heinrich von Eckartsberg | preußischer Landrat, Kammerherr und Landschaftsdirektor                                                                      |       |       |
| 21. März | François Lanusse                      | französischer Divisionsgeneral                                                                                               | 28    |       |
| 21. März | Noël Lemire                           | französischer Kupferstecher                                                                                                  | 76    |       |
| 21. März | Andrea Lucchesi                       | italienischer Organist und Komponist                                                                                         | 59    |       |
| 23. März | Paul I.                               | Zar von Russland | 46    |       |
| 23. März | Bendix Friedrich Zinck                | deutscher Kammermusiker und Komponist                                                                                        | 58    |       |
| 25. März | Novalis                               | deutscher Dichter der Frühromantik                                                                                           | 28    |       |
| 25. März | Charles Stuart                        | britischer General und Politiker                                                                                             | 48    |       |
| 26. März | Levin Friedrich von der Schulenburg   | kursächsischer Geheimer Rat und Erb-, Lehn- und Gerichtsherr auf Burgscheidungen und Kirchscheidungen sowie Kleinliebenau    | 62    |       |
| 27. März | Johann Michael Fischer                | deutscher Bildhauer | 83    |       |
| 28. März | Ralph Abercromby                      | britischer General | 66    |       |

## April
| Tag       | Name                                      | Beruf, bekannt als                                                            | Alter | Beleg |
| --------- | ----------------------------------------- | ----------------------------------------------------------------------------- | ----- | ----- |
| 1. April  | Gebhard Friedrich Gottlob von Ingersleben | preußischer Generalmajor und zuletzt Chef des Grenadier-Gardebataillons Nr. 6 | 59    |       |
| 2. April  | Christian Willibald von Goldacker         | sächsischer Generalmajor                                                      | 80    |       |
| 2. April  | Edward Riou                               | Offizier der britischen Royal Navy                                            | 38    |       |
| 4. April  | Martin Gottlieb Klauer                    | deutscher Bildhauer                                                           | 58    |       |
| 6. April  | Johann Földi                              | ungarischer Arzt, Sprachwissenschaftler und Biologe                           | 45    |       |
| 7. April  | Ernest Coquebert de Montbret              | französischer Botaniker                                                       | 21    |       |
| 7. April  | Murad Bey Muhammad                        | Bey der Mamluken in Ägypten                                                   |       |       |
| 9. April  | Johann Joseph Scheubel III.               | fränkischer Maler, Hofmaler und Kammerdiener                                  | 67    |       |
| 9. April  | Paul Weidmann                             | österreichischer Autor                                                        |       |       |
| 10. April | Giovanni Battista Innocenzo Colombo       | Schweizer Architekt, Kirchenmaler und Bühnenbildner                           | 83    |       |
| 10. April | Theodor Lingke                            | deutscher evangelischer Theologe                                              | 80    |       |
| 11. April | Joseph Anton Weißenbach                   | Schweizer Geistlicher und Theologe                                            | 66    |       |
| 12. April | Edmund Pietschmann                        | Abt des Klosters Neuzelle                                                     | 69    |       |
| 13. April | Antoine de Rivarol                        | französischer Schriftsteller                                                  | 47    |       |
| 14. April | Ibrahim Khan Kalantar                     | Großwesir von Persien                                                         |       |       |
| 17. April | Johann Kleych                             | deutscher Geistlicher, Evangelischer Pfarrer von Neusalza                     | 77    |       |
| 18. April | Johann Jakob Hill                         | deutscher Ingenieur                                                           | 70    |       |
| 21. April | Carl Wilhelm Benno von Heynitz            | kursächsischer Berghauptmann und Kurator der Bergakademie Freiberg            | 62    |       |
| 21. April | Johann Michael Wagner                     | deutscher Orgelbauer                                                          | 78    |       |
| 26. April | Karl Heinrich Heydenreich                 | deutscher Schriftsteller und Philosoph                                        | 37    |       |
| 26. April | Johann Hinrich Winter                     | deutscher Klavierbauer                                                        | 28    |       |

## Mai
| Tag     | Name                                                | Beruf, bekannt als                                                       | Alter | Beleg |
| ------- | --------------------------------------------------- | ------------------------------------------------------------------------ | ----- | ----- |
| 5. Mai  | Georg Friedrich Christoph von Bardeleben            | königlich preußischer Generalleutnant, Chef des Dragoner-Regiments Nr. 8 | 67    |       |
| 5. Mai  | Ludwig Ernst von Benkendorf                         | sächsischer General der Kavallerie                                       | 89    |       |
| 6. Mai  | Johann Ernst Schickler                              | Kaufmann, Unternehmer und Bankier in Preußen                             | 39    |       |
| 6. Mai  | Franz Troglauer                                     | Räuberhauptmann und Wilderer in Nordbayern                               | 46    |       |
| 7. Mai  | Franz Karl von Kressel von Gualtenberg              | böhmischer Beamter                                                       |       |       |
| 14. Mai | Johann Ernst Altenburg                              | deutscher Komponist und Organist                                         | 66    |       |
| 15. Mai | Ludovico Luigi Carlo Maria di Barbiano e Belgiojoso | italienischer habsburgischer Verwaltungsbeamter und Diplomat             | 73    |       |
| 15. Mai | Amarentia Wilhelmina Harting                        | niederländische Frau in Russland                                         | 45    |       |
| 15. Mai | Heinrich Wolff                                      | deutscher evangelischer Theologe                                         | 67    |       |
| 17. Mai | William Heberden                                    | englischer Mediziner                                                     |       |       |
| 22. Mai | Philipp Ludwig Siegmund Bouton des Granges          | königlich-preußischer Generalmajor, Chef des Jägerkorps zu Fuß           |       |       |
| 22. Mai | Heinrich Gottfried Reichard                         | deutscher Lehrer, Philologe, Kantor und Komponist                        | 58    |       |
| 23. Mai | Johann Heinrich von Carmer                          | preußischer Großkanzler und Justizreformer                               | 80    |       |
| 24. Mai | Nikolai Wassiljewitsch Repnin                       | russischer Generalfeldmarschall und Diplomat                             | 67    |       |
| 24. Mai | Adolf Karl Alexander Lothar von Zehmen              | kurfürstlich-sächsischer Geheimer Rat                                    | 72    |       |
| 25. Mai | Ferdinand Kindermann von Schulstein                 | Bischof von Leitmeritz                                                   | 60    |       |
| 25. Mai | Nicolai Jacob Wilse                                 | dänischer Autor                                                          | 65    |       |
| 27. Mai | Hedwig von Hessen-Rotenburg                         | landgräfliche Prinzessin                                                 | 52    |       |
| 30. Mai | Johann (V.) Baptist Hinterhölzl                     | österreichischer Zisterzienserabt                                        | 68    |       |
| 30. Mai | John Millar                                         | schottischer Philosoph und Historiker                                    | 65    |       |

## Juni
| Tag      | Name                                               | Beruf, bekannt als                                                                           | Alter | Beleg |
| -------- | -------------------------------------------------- | -------------------------------------------------------------------------------------------- | ----- | ----- |
| 1. Juni  | Franz Joseph von Wurmbrand-Stuppach                | Landeshauptmann von Kärnten und designierter Gouverneur von Westgalizien                     | 48    |       |
| 4. Juni  | Frederick Muhlenberg                               | US-amerikanischer Politiker; erster Sprecher des Repräsentantenhauses                        | 51    |       |
| 4. Juni  | Joseph Patrat                                      | französischer Librettist und Schauspieler                                                    | 68    |       |
| 5. Juni  | Johann Christian Kerstens                          | deutscher Chemiker, Physiker, Naturforscher, Alchemist und Mediziner                         | 87    |       |
| 6. Juni  | John W. Kittera                                    | US-amerikanischer Politiker                                                                  | 48    |       |
| 12. Juni | David Claparède                                    | Schweizer evangelischer Geistlicher und Hochschullehrer                                      | 74    |       |
| 14. Juni | Benedict Arnold                                    | General in der Kontinentalarmee der 13 rebellischen Kolonien der nordamerikanischen Ostküste | 60    |       |
| 14. Juni | Jakob Albrecht von Birkhahn                        | preußischer Generalmajor, Kommandeur des Kürassierregiments Nr. 4                            | 68    |       |
| 14. Juni | Georg Friedrich Veldten                            | russisch-deutscher Architekt; Hofarchitekt der russischen Kaiserin Katharina die Große       |       |       |
| 14. Juni | Karl von Zeppelin                                  | württembergischer Staatsminister und Geheimer Rat                                            | 34    |       |
| 15. Juni | Johann Sigismund Friedrich von Khevenhüller-Metsch | kaiserlicher Diplomat                                                                        | 69    |       |
| 18. Juni | Willie Jones                                       | US-amerikanischer Politiker                                                                  | 60    |       |
| 19. Juni | Jean Samuel Guisan                                 | Schweizer Ingenieur und Offizier                                                             | 61    |       |
| 24. Juni | Gotthelf Friedrich Oesfeld                         | deutscher Pfarrer und Chronist                                                               | 65    |       |
| 28. Juni | Martin Johann Schmidt                              | österreichischer Maler des Rokoko                                                            | 82    |       |
| 30. Juni | Caterina Cavalieri                                 | österreichische Opernsängerin, Sopranistin                                                   | 46    |       |

## Juli
| Tag      | Name                                     | Beruf, bekannt als                                                      | Alter | Beleg |
| -------- | ---------------------------------------- | ----------------------------------------------------------------------- | ----- | ----- |
| 1. Juli  | Oswald Neumann                           | Abt des Klosters Hohenfurth in Südböhmen                                | 50    |       |
| 3. Juli  | Johann Nepomuk Wendt                     | böhmischer Oboist und Komponist                                         | 56    |       |
| 4. Juli  | Johannes Hotze                           | Schweizer Landarzt                                                      | 67    |       |
| 8. Juli  | Christian Heinrich Hecht                 | sächsischer evangelisch-lutherischer Pfarrer und Chronist               | 66    |       |
| 11. Juli | James Brice                              | US-amerikanischer Politiker                                             | 54    |       |
| 16. Juli | Maximilian Heinrich Droste zu Vischering | Domherr in Münster                                                      | 52    |       |
| 17. Juli | Thérèse Levasseur                        | Lebensgefährtin von Jean-Jacques Rousseau                               |       |       |
| 26. Juli | Georg Heinrich Borowski                  | deutscher Naturforscher                                                 | 55    |       |
| 26. Juli | Maximilian Franz von Österreich          | österreichischer Erzherzog, Bischof von Münster und Erzbischof von Köln | 44    |       |
| 29. Juli | August Wilhelm Ernesti                   | deutscher Altphilologe                                                  | 67    |       |
| 30. Juli | James Gunn                               | US-amerikanischer Politiker                                             | 48    |       |

## August
| Tag        | Name                                 | Beruf, bekannt als                                                                                   | Alter | Beleg |
| ---------- | ------------------------------------ | --- | ----- | ----- |
| 3. August  | Nicolaus Dierling                    | deutscher Schiffbaumeister                                                                           |       |       |
| 5. August  | Anastasius Ludwig Mencken            | preußischer Verwaltungsreformer                                                                      | 49    |       |
| 6. August  | Robert Cuninghame, 1. Baron Rossmore | britischer Armeeoffizier und Politiker, Mitglied des House of Commons                                | 75    |       |
| 9. August  | Wilhelm Bärensprung                  | deutscher Druckereibesitzer, Verleger und Hofbuchdrucker                                             |       |       |
| 9. August  | Fedele Tirrito                       | italienischer Maler                                                                                  | 84    |       |
| 11. August | Félix María Samaniego                | spanischer Fabeldichter                                                                              | 55    |       |
| 12. August | Georg Friedrich Holtzhauer           | deutscher Jurist                                                                                     |       |       |
| 16. August | Ralph Earl                           | amerikanischer Maler                                                                                 | 50    |       |
| 16. August | Lorenz Johann Daniel Suckow          | deutscher Naturforscher und ordentlicher Professor für Physik und Mathematik an der Universität Jena | 79    |       |
| 18. August | Johann Dietrich Mellmann             | deutscher Rechtswissenschaftler und Hochschullehrer an der Universität Kiel                          | 54    |       |
| 18. August | Peter Obladen                        | deutscher Geistlicher, Schriftsteller und Übersetzer                                                 | 84    |       |
| 22. August | Pieter Gerardus van Overstraten      | letzter Generalgouverneur von Niederländisch-Indien                                                  | 46    |       |
| 25. August | Juan Ibargoitia                      | spanischer Seeoffizier                                                                               | 36    |       |
| 30. August | Peter Mollner                        | österreichischer Baumeister                                                                          |       |       |
| 31. August | Nicola Sala                          | italienischer Komponist                                                                              | 88    |       |

## September
| Tag           | Name                                              | Beruf, bekannt als                                                            | Alter | Beleg |
| ------------- | ------------------------------------------------- | ----------------------------------------------------------------------------- | ----- | ----- |
| 6. September  | Silas Condict                                     | US-amerikanischer Politiker                                                   | 63    |       |
| 7. September  | Charlotte Amalie von Hessen-Philippsthal          | Herzogin von Sachsen-Meiningen                                                |       |       |
| 7. September  | Matthew Locke                                     | US-amerikanischer Politiker                                                   |       |       |
| 7. September  | Antoine de Sartine                                | französischer Polizeiminister                                                 | 72    |       |
| 9. September  | Christoph von Schmidt-Phiseldeck                  | deutscher Jurist, Archivar und Autor von Schriften über Russland              | 61    |       |
| 9. September  | Robert Yates                                      | US-amerikanischer Jurist und Politiker                                        | 63    |       |
| 10. September | Johann Jakob Wülfing                              | Bürgermeister von Elberfeld                                                   | 69    |       |
| 11. September | Daniel Sprüngli                                   | Schweizer Ornithologe                                                         | 80    |       |
| 13. September | Alexander Friedrich Christoph von der Schulenburg | kaiserlicher Oberst                                                           | 81    |       |
| 14. September | Karl Friedrich von Langen                         | preußischer Generalmajor, Chef des Infanterieregiments Nr. 17                 |       |       |
| 17. September | David Jackson                                     | US-amerikanischer Politiker                                                   |       |       |
| 17. September | Christopher Sykes, 2. Baronet                     | britischer Politiker                                                          | 52    |       |
| 18. September | Friedrich Cerulli                                 | evangelisch-lutherischer Prediger in Warschau und Lemberg                     |       |       |
| 18. September | Lorenz Johann Jakob Lang                          | deutscher lutherischer Theologe, Dichter, Gymnasialprofessor und Bibliothekar | 70    |       |
| 21. September | Johann Albert Dinnies                             | deutscher Politiker, Bürgermeister von Stralsund (1778–1801)                  | 74    |       |
| 23. September | György Pray                                       | ungarischer Historiker                                                        | 78    |       |
| 24. September | Otto Leopold Ehrenreich von Gloeden               | preußischer Generalmajor                                                      | 70    |       |
| 27. September | Friedrich August Thomas von Heymann               | französischer und preußischer Generalmajor                                    |       |       |

## Oktober
| Tag         | Name                        | Beruf, bekannt als                                                                                   | Alter | Beleg |
| ----------- | --------------------------- | --- | ----- | ----- |
| 2. Oktober  | August von Veltheim         | deutscher Mineraloge                                                                                 | 60    |       |
| 3. Oktober  | Johann Georg Unruhe         | deutscher Kirchenmaler                                                                               | 77    |       |
| 4. Oktober  | Friedrich Ludwig Hauck      | deutscher Portrait- und Miniaturmaler                                                                | 83    |       |
| 8. Oktober  | Christian Wilhelm Büttner   | deutscher Naturforscher                                                                              | 85    |       |
| 8. Oktober  | Philippe-Henri de Ségur     | französischer General und Staatsmann; (1780–1787) Kriegsminister; seit 1783 Marschall von Frankreich | 77    |       |
| 10. Oktober | Carl Wilhelm Ernst Heimbach | deutscher lutherischer Theologe und Pädagoge                                                         | 35    |       |
| 13. Oktober | Richard Pulteney            | englischer Arzt und Botaniker                                                                        | 71    |       |
| 13. Oktober | Johann Nepomuk van Recum    | Unternehmer, Firmengründer, Porzellan- und Steingutproduzent                                         | 48    |       |
| 19. Oktober | Wolfgang Aigner             | bayerischer Benediktiner und Gelehrter                                                               | 55    |       |
| 19. Oktober | August Friedrich Cranz      | deutscher Schriftsteller                                                                             | 64    |       |
| 21. Oktober | Johann Stapfer              | Schweizer evangelischer Geistlicher und Hochschullehrer                                              | 81    |       |
| 23. Oktober | Johann Gottlieb Naumann     | deutscher Komponist der Klassik                                                                      | 60    |       |
| 24. Oktober | Karl Albrecht von Frisching | Schweizer Politiker und Mitglied des Vollziehungsrates der Helvetischen Republik                     | 66    |       |
| 25. Oktober | Joseph Touchemoulin         | französischer Violinist und Komponist des Rokoko                                                     | 74    |       |
| 31. Oktober | Johann Justus Hansen        | deutscher Orgelbauer                                                                                 |       |       |

## November
| Tag          | Name                                                 | Beruf, bekannt als                                                   | Alter | Beleg |
| ------------ | ---------------------------------------------------- | -------------------------------------------------------------------- | ----- | ----- |
| 4. November  | Karl von Grothaus                                    | deutscher Offizier, Militärtheoretiker und Abenteurer                | 54    |       |
| 4. November  | Heinrich Ferdinand Wilhelm von Nickisch und Roseneck | preußischer Landrat und Landschaftsdirektor                          | 65    |       |
| 4. November  | William Shippen                                      | US-amerikanischer Politiker                                          | 89    |       |
| 5. November  | Iwan Lasarewitsch Lasarew                            | armenisch-russischer Juwelier und Mäzen                              | 65    |       |
| 5. November  | Humphry Marshall                                     | US-amerikanischer Botaniker                                          | 79    |       |
| 5. November  | Johann Christoph Andreas Mayer                       | deutscher Anatom                                                     | 53    |       |
| 5. November  | Motoori Norinaga                                     | japanischer Gelehrter zur Zeit des Tokugawa-Shōgunates               | 71    |       |
| 6. November  | Christian Gregor                                     | deutscher evangelischer Geistlicher und Kirchenmusiker               | 78    |       |
| 9. November  | Carl Stamitz                                         | deutscher Violinist und Komponist                                    | 56    |       |
| 10. November | Johann Gottlob Haase                                 | deutscher Mediziner                                                  | 61    |       |
| 10. November | Friedrich Zacharias Saltzmann                        | Königlicher Hofgärtner in Sanssouci, Potsdam                         | 70    |       |
| 11. November | Giovanni Bernardo Zucchinetti                        | italienischer Komponist und Organist                                 | 71    |       |
| 15. November | Sigmund Freudenberger                                | Schweizer Maler                                                      | 56    |       |
| 15. November | Maria Klementine von Österreich                      | Erzherzogin von Österreich                                           | 24    |       |
| 15. November | Christian August von Seilern                         | österreichischer Diplomat                                            | 84    |       |
| 16. November | Mauritius Ribbele                                    | Fürstabt des Klosters St. Blasien (1793–1801)                        |       |       |
| 17. November | Friedrich August von Erlach                          | preußischer Generalleutnant und Chef des Infanterie-Regiments Nr. 40 | 80    |       |
| 17. November | Christoph-Antoine Gerle                              | französischer Revolutionär und Mystiker                              | 65    |       |
| 18. November | Pierre Joseph Beauchamp                              | französischer Diplomat und Astronom                                  | 49    |       |
| 18. November | Alexander Bernhard Kölpin                            | deutscher Arzt und Botaniker                                         | 62    |       |
| 21. November | Diepold Ziegler                                      | deutscher Ordensgeistlicher und Schriftsteller                       | 73    |       |
| 24. November | Philip Hamilton                                      | ältester Sohn von Elizabeth Schuyler und Alexander Hamilton          | 19    |       |
| 24. November | Franz Moritz von Lacy                                | österreichischer Feldherr                                            | 76    |       |
| 26. November | Déodat Gratet de Dolomieu                            | französischer Geologe und Mineraloge                                 | 51    |       |
| 27. November | Pierre-Paul Le Mercier de La Rivière                 | französischer Ökonom                                                 | 82    |       |
| 29. November | Ann Street Barry                                     | englische Sängerin, Tänzerin und Bühnenschauspielerin                |       |       |
| 30. November | Paul Jacob Förtsch                                   | deutscher lutherischer Theologe, Generalsuperintendent               | 79    |       |

## Dezember
| Tag          | Name                                   | Beruf, bekannt als                                                                 | Alter | Beleg |
| ------------ | -------------------------------------- | ---------------------------------------------------------------------------------- | ----- | ----- |
| 3. Dezember  | Christian Gottfried von Pentz          | königlich dänischer General der Infanterie                                         | 85    |       |
| 4. Dezember  | Johann David Hartmann                  | deutscher Pädagoge, Philologe und Lyriker                                          | 40    |       |
| 8. Dezember  | Maria Josefa Carmela von Spanien       | Prinzessin von Neapel und Sizilien, Infantin von Spanien                           | 57    |       |
| 9. Dezember  | Carlo Monza                            | italienischer Komponist der Klassik                                                |       |       |
| 9. Dezember  | Darja Nikolajewna Saltykowa            | russische Gutsherrin und Serienmörderin                                            |       |       |
| 10. Dezember | Heinrich Wilhelm von Anhalt            | preußischer General                                                                | 66    |       |
| 13. Dezember | Karl Wilhelm von Brausen               | preußischer Generalmajor und Chef des Dragonerregiments Nr. 8                      |       |       |
| 15. Dezember | Francesco Alberti di Villanova         | italienischer Literat, Romanist, Italianist, Übersetzer und Lexikograf             | 64    |       |
| 16. Dezember | Wolfgang Hagenauer                     | deutscher Architekt                                                                | 75    |       |
| 16. Dezember | Karl Ludwig von Baden                  | Erbprinz von Baden                                                                 | 46    |       |
| 17. Dezember | Karl Franz von Irwing                  | deutscher Oberkonsistorialrat und philosophischer Schriftsteller                   | 73    |       |
| 19. Dezember | Francesco Saverio de Zelada            | italienischer Kardinal                                                             | 84    |       |
| 20. Dezember | Ferdinand Fleck                        | deutscher Schauspieler                                                             | 44    |       |
| 21. Dezember | Giacomo Maria Brignole                 | letzter Doge der Republik Genua                                                    | 77    |       |
| 21. Dezember | Esdras Heinrich Mutzenbecher           | deutscher evangelisch-lutherischer Theologe und Generalsuperintendent in Oldenburg | 57    |       |
| 23. Dezember | Magdalena Willmann                     | deutsche Opernsängerin                                                             | 30    |       |
| 25. Dezember | Hester Chapone                         | britische Schriftstellerin                                                         | 74    |       |
| 26. Dezember | Christian Friderich Knuth              | dänischer Militär und Gutsherr                                                     | 73    |       |
| 27. Dezember | Johann August Eyserbeck                | deutscher Hofgärtner                                                               | 39    |       |
| 29. Dezember | Karl Hartwig Friedrich von Möllendorff | preußischer Major                                                                  | 58    |       |
| 29. Dezember | Johann Martin Vischer                  | württembergischer Kaufmann und Handelsherr                                         | 50    |       |
| 30. Dezember | Friedrich August von Nauendorf         | österreichischer Feldmarschallleutnant                                             | 52    |       |
| 30. Dezember | Filippo Maria Visconti                 | italienischer Geistlicher, Erzbischof von Mailand                                  | 80    |       |
| 31. Dezember | Levin Joachim von Barner               | mecklenburgischer Gutsbesitzer und Hofbeamter                                      | 54    |       |
| 31. Dezember | Giuseppe Maria Capece Zurlo            | römisch-katholischer Bischof und Kardinal                                          | 90    |       |

## Datum unbekannt
| Tag | Name                                              | Beruf, bekannt als                          | Alter | Beleg |
| --- | ------------------------------------------------- | ------------------------------------------- | ----- | ----- |
|     | Ulrica Arfvidsson                                 | Hellseherin und Okkultistin                 |       |       |
|     | John Barber                                       | englischer Erfinder                         |       |       |
|     | Honoré Blanc                                      | französischer Büchsenmacher                 |       |       |
|     | Fortunatus Cavallo                                | deutscher Kapellmeister und Komponist       |       |       |
|     | James Hemings                                     | Sklave und Chefkoch von Thomas Jefferson    |       |       |
|     | Ludwig Daniel Heyd                                | hessischer Hofbildhauer                     |       |       |
|     | Johann Christoph Keller                           | deutscher Baumeister                        |       |       |
|     | Antoine-Claude-Pierre Masson de La Motte-Conflans | französischer Buchdrucker und Enzyklopädist |       |       |
|     | Pablo Minguet e Yrol                              | spanischer Schriftsteller                   |       |       |
|     | Wilhelm Jeremias Müller                           | deutscher Architekt                         |       |       |
|     | Ozawa Roan                                        | japanischer Dichter                         |       |       |
|     | Adolph Lobegott Peck                              | deutscher Pfarrer                           |       |       |